# Batiportar
Batiportar, término náutico militar de los tiempos de la navegación a vela, consiste en sujetar los cañones con un cabo a la parte superior de las portas para que no se muevan durante la navegación. De no efectuar esta operación, el peso de los cañones, desplazados durante una tormenta, podría alterar el equilibrio y hundir la nave.